# Eisendisilicid
Eisendisilicid ist eine anorganische chemische Verbindung des Eisens aus der Gruppe der Silicide.

## Vorkommen
Eisendisilicid kommt natürlich in Form des Minerals Linzhiit vor.

## Gewinnung und Darstellung
Die bei Normaltemperatur stabile Form von Eisendisilicid entsteht durch eine peritektoide Reaktion aus Eisensilicid und der Hochtemperaturform des Eisendisilicids α-FeSi2 (mit 70 % Silicium).

## Eigenschaften
Eisendisilicid ist ein Feststoff. Er ist ein indirektes Halbleitermaterial mit einer indirekten Bandlücke (0,78–0,85 eV) in unmittelbarer energetischer Nähe einer direkten Bandlücke (0,83–0,89 eV), das einen hohen optischen Absorptionskoeffizienten, einen hohen Seebeck-Koeffizienten, eine hohe Arbeitstemperatur und eine hohe Oxidationsbeständigkeit aufweist.
Die Tieftemperaturphase β-FeSi2 wurde erstmals 1954 von N. N. Serebinnikov und P. V. Gel`d postuliert. Die Temperaturen für die peritektoide und die eutektoide Umwandlung, über die diese Phase mit α-FeSi2 in Verbindung steht, wurden erstmals von F. A. Sidorenko und Mitarbeitern angegeben, später jedoch oft korrigiert. Inzwischen werden die Werte mit 982 °C für die peritektoide und 937 °C für die eutektoide Umwandlung angenommen. Werden mit epitaktischen Syntheseverfahren wie zum Beispiel der Molekularstrahlepitaxie sehr dünne Schichten (10–20 Å) von Eisendisilicid auf Silicium(111)-Substrate aufgebracht, so bilden sich zwei kubische Phasen. Im Gegensatz zur Tieftemperaturmodifikation β-FeSi2 ist die ζα-Phase bereits seit Anfang des 20. Jahrhunderts bekannt. Sie weist eine maximale Phasenbreite zwischen 69,5 % und 73 % Silicium bei 1207 °C auf und schmilzt bei 1220 °C. Die ζα-Phase wird in der Regel als α-FeSi2 bezeichnet, obwohl das Phasendiagramm eine Bezeichnung als Fe2Si5 korrekter erscheinen lässt. α-FeSi2 bildet mit Eisensilicid bei 67 % Silicium und 1212 °C sowie mit 73,5 % Silicium und 1207 °C Eutektika. Bei 937 °C zerfällt diese Phase mit einem Siliciumgehalt von 70,5 % eutektoid in β-FeSi2 und Silicium.
Die Struktur der Tieftemperaturphase ist relativ kompliziert. Er besitzt eine orthorhombische Kristallstruktur mit der Raumgruppe Cmce (Raumgruppen-Nr. 64) und sechzehn Formeleinheiten pro Elementarzelle. Die Anordnung der Atome und die topologische Verknüpfung in der Struktur des β-FeSi2 entspricht im Prinzip einer Fluoritanordnung, jedoch sind die FeSi8-Polyeder charakteristisch verzerrt.

## Verwendung
Eisendisilicid wird unter anderem in thermoelektrischen Generatoren zur Gewinnung von elektrischer Energie eingesetzt. Weiter wird es als in Desoxidationsmitteln für Schweißflussmitteln eingesetzt.